# CERN
L'Organizzazione europea per la ricerca nucleare, comunemente conosciuta con la sigla CERN (AFI: /ˈʧɛrn/; in francese Conseil européen pour la recherche nucléaire), è il più grande laboratorio al mondo di fisica delle particelle, posto al confine tra la Francia e la Svizzera, alla periferia ovest della città di Ginevra, nel comune di Meyrin. La convenzione che lo istituiva fu firmata il 29 settembre 1954 da 12 stati membri mentre oggi ne fanno parte 23 più alcuni osservatori, compresi stati extraeuropei.
Scopo principale è quello di fornire ai ricercatori gli strumenti necessari per la ricerca in fisica delle alte energie ovvero principalmente gli acceleratori di particelle, che portano nuclei atomici e particelle subnucleari ad energie molto elevate, e i rivelatori che permettono di osservare i prodotti delle collisioni tra fasci di queste particelle: ad energie sufficientemente elevate, nelle collisioni vengono prodotte tantissime particelle diverse; in alcuni casi sono state scoperte in questa maniera particelle fino a quel momento ignote.

## Storia
Dopo la seconda guerra mondiale si sentì il bisogno di fondare un centro europeo all'avanguardia per la ricerca al fine di ridare all'Europa il primato nella fisica, dato che in quegli anni i principali centri di ricerca si trovavano negli Stati Uniti. A tale scopo nel 1952 dodici Paesi europei riunirono un consiglio di scienziati con il compito di tradurre in realtà quel desiderio. Il consiglio venne denominato Consiglio europeo per la ricerca nucleare (in francese Conseil européen pour la recherche nucléaire) da cui la sigla CERN. Nel 1954 prende vita il progetto del centro di ricerca europeo vagliato dal Consiglio europeo per la ricerca nucleare: nasce così l'Organizzazione europea per la ricerca nucleare, che ne eredita la sigla.
Il fatto che la sigla CERN non derivi dal nome del centro di ricerca crea a volte confusione, tanto che tale nome viene informalmente modificato in Centro europeo per la ricerca nucleare (in francese Centre européen pour la recherche nucléaire) in modo da ristabilire corrispondenza tra la sigla e il nome del centro di ricerca.
Attualmente 23 paesi membri fanno parte del CERN. Il 14 dicembre 2012 le è stato riconosciuto lo status di osservatore dell'Assemblea generale delle Nazioni Unite.

## Descrizione

### La catena di acceleratori

Il complesso degli acceleratori del CERN.

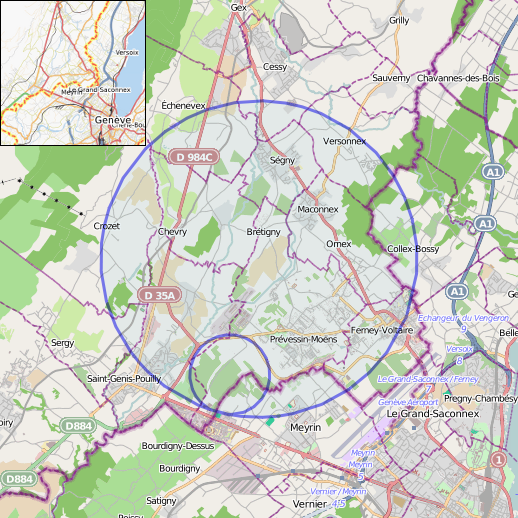
Mappa della localizzazione dell'LHC e dell'SPS del CERN, al confine tra Francia e Svizzera.

Nel 1957 il CERN costruì il primo acceleratore, il Sincrociclotrone, che rimase in funzione fino al 1990.
Il complesso degli acceleratori del CERN comprende 7 acceleratori principali, costruiti in vari periodi a partire dalla fondazione dell'istituto. Fin dal principio, è stato previsto che ogni nuova e più potente macchina avrebbe utilizzato le precedenti come "iniettori", creando una catena di acceleratori che porta gradualmente un fascio di particelle ad energie sempre più elevate. Per consentire il funzionamento di questa catena, tutte le funzioni degli acceleratori sono coordinate da un unico segnale di riferimento, generato da un sistema di orologi atomici e distribuito per tutta l'installazione, con una precisione dell'ordine del nanosecondo.
Gli acceleratori principali a disposizione del CERN sono, in ordine dall'anello principale di collisione fino alla sorgente iniziale delle particelle a bassa energia:
- Il Large Hadron Collider (LHC), entrato in funzione il 10 settembre 2008 dopo lo smantellamento del Large Electron-Positron Collider (LEP). Si estende su una circonferenza di 27 chilometri ed è stato inizialmente progettato per accelerare fino a un massimo di 7 TeV-protone equivalenti di energia; permettendo di studiare le particelle elementari in condizioni sperimentali paragonabili a quelle dei primi momenti di vita dell'Universo, subito dopo il Big Bang.
- Il Super Proton Synchrotron (SPS), un acceleratore circolare di 2 km di diametro che alimenta l'LHC con gli ioni piombo, costruito in un tunnel, che ha iniziato a funzionare nel 1976. Attualmente porta ad una energia equivalente a quella di un protone da 450 GeV, ma è stato potenziato più volte partendo con 300 GeV-protone. Oltre ad avere una propria linea di fascio rettilinea per esperimenti a bersaglio fisso, ha funzionato come collisore protone-antiprotone e come stadio finale di accelerazione per gli elettroni e i positroni da iniettare nel LEP. Ha ripreso questo ruolo per i protoni e gli ioni piombo immessi nell'LHC.
- Il Proton Synchrotron (PS), costruito nel 1959, un sincrotrone con una circonferenza di 628.3 m in grado di accelerare protoni fino a 28 GeV, oltre a tutta una serie di particelle accelerate per diversi esperimenti. In particolare riceve protoni dal Proton Synchrotron Booster e ioni di piombo dal Low Energy Ion Ring.
- Il Proton Synchrotron Booster, costituito da 4 sincrotroni sovrapposti con un raggio di 25 m, aumenta l'energia delle particelle generate dai LINAC prima di iniettarle nel PS. Viene inoltre utilizzato per esperimenti separati, come ad esempio ISOLDE, che studia nuclei instabili di isotopi molto pesanti.
- Il Low Energy Ion Ring (LEIR), che accelera fasci di ioni di piombo fino a 72 MeV per nucleone, ha iniziato a lavorare nel 2010 nella catena di pre-accelerazione dell'LHC.
- Due LINAC, o acceleratori lineari, che generano particelle a bassa energia, successivamente immesse nel PS Booster. Sono noti come LINAC2 e LINAC3 e raggiungono i 50 MeV-protone, ovvero ioni pesanti da 4.2 MeV per nucleone rispettivamente. Tutta la catena di acceleratori successiva dipende da queste sorgenti.

### LHC

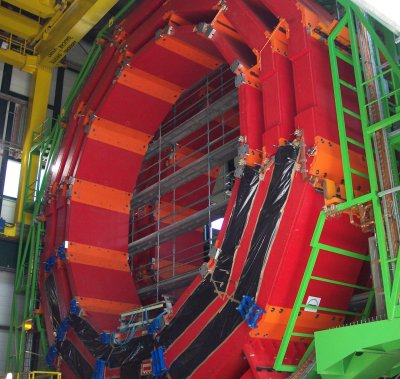
La costruzione del rilevatore CMS

Gran parte del lavoro che viene svolto attualmente al CERN di Ginevra è incentrato sul Large Hadron Collider (LHC), messo in funzione il 10 settembre 2008, e agli esperimenti collegati.
Il collisore è situato all'interno dello stesso tunnel circolare di 27 km di lunghezza in precedenza utilizzato dal LEP (Large Electron-Positron Collider), che non è più operativo dal novembre 2000. Il complesso di acceleratori del CERN viene utilizzato per pre-accelerare gli adroni (protoni o ioni di piombo) che in seguito vengono immessi nell'LHC. Il tunnel si trova a circa 100 m di profondità, in una regione compresa tra l'aeroporto di Ginevra e il massiccio del Giura. Attualmente sono in funzione cinque diversi esperimenti (CMS, ATLAS, ALICE, LHCb e TOTEM), ognuno dei quali studia le collisioni tra particelle con metodi diversi e facendo uso di tecnologie differenti.
Al momento della collisione, l'energia dei protoni all'interno dell'LHC raggiunge valori che saranno gradualmente innalzati fino a 14 TeV. Il collisore necessita di un fortissimo campo magnetico per mantenere il fascio nella traiettoria dei 27 km e a tal fine viene utilizzata la tecnologia dei magneti superconduttori. La progettazione dell'LHC ha richiesto una precisione straordinaria, tanto da rendere necessario tenere conto dell'influenza della forza di attrazione gravitazionale esercitata dalla Luna sulla crosta terrestre e dei disturbi elettrici provocati dal passaggio dei treni in superficie ad un chilometro di distanza.

### LEP

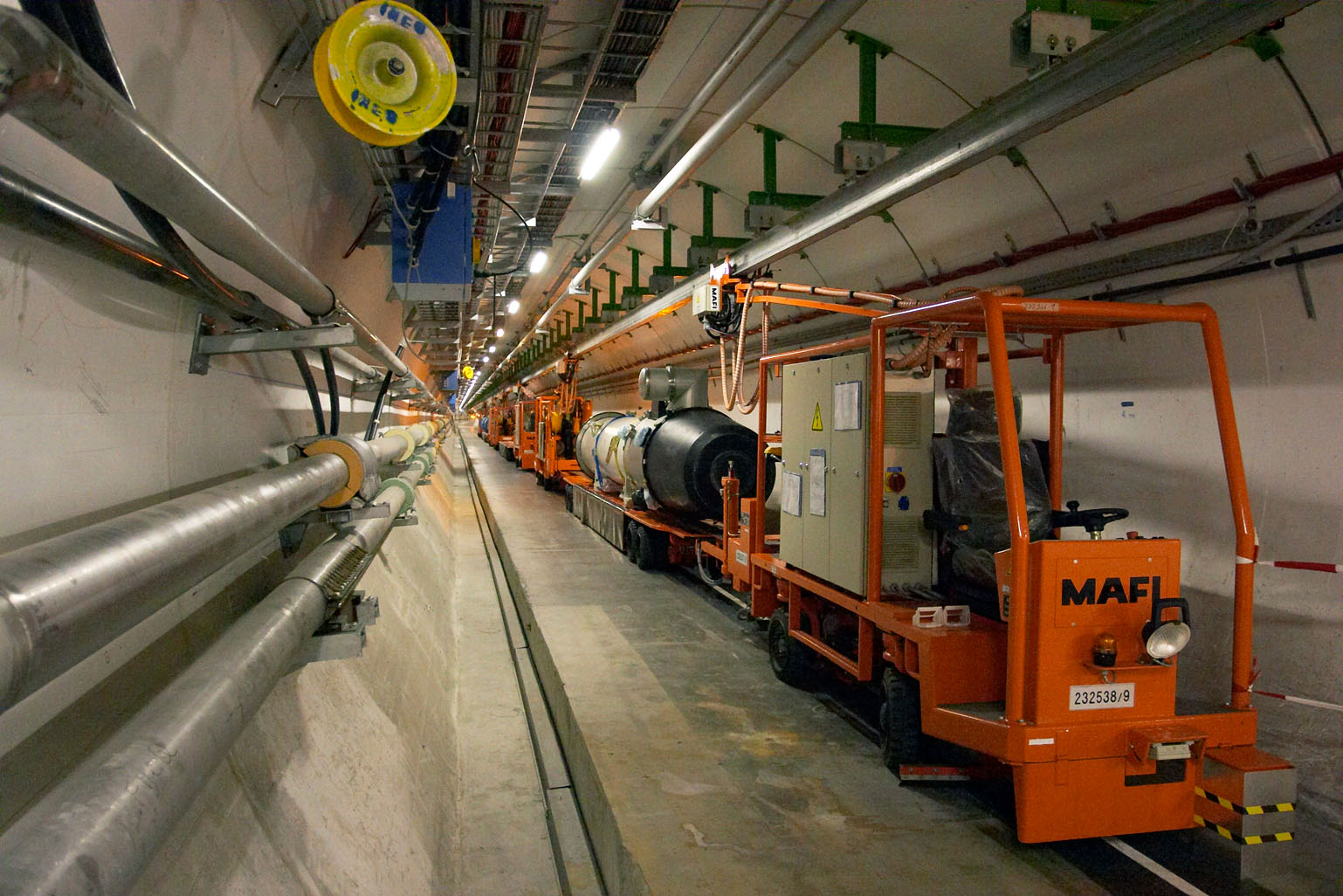
Il tunnel del LEP oggi sede dell'LHC

Il Large Electron-Positron (LEP) collider è stato il progetto principale al CERN dal 1989 al 2000, predecessore dell'attuale LHC.
Questa macchina è stata in grado di accelerare elettroni e positroni fino a 100 GeV.
L'obiettivo del progetto LEP, che lo ha accompagnato fino alla fine del 1995, è stato studiare il bosone Z0 prodotta nelle collisioni tra elettroni e positroni: successivamente l'energia è stata gradualmente aumentata per studiare la produzione di coppie di bosoni W+ e W-, e per portare avanti la ricerca del bosone di Higgs (fallita: l'energia della particella è risultata a posteriori più elevata del limite massimo del LEP) e di nuovi fenomeni al di là del Modello standard.
I principali risultati sperimentali di LEP sono stati:
- dimostrare l'esistenza di sole 3 famiglie di neutrini;
- verificare la possibile esistenza del bosone Higgs;
- studiare approfonditamente il bosone Z0 responsabile dell'interazione debole;
- misurare la massa del bosone W;
- misurare la massa del quark top tramite correzioni radiative.

Il tunnel sotterraneo di 27 km, a circa 100 metri di profondità che ora ospita LHC è stato costruito per il LEP e insieme al LEP.
Come tutti i collider, il LEP era composto da magneti collegati in grado di curvare la traiettoria delle particelle accelerate mantenendole in "orbita" nel tubo a vuoto che li attraversava al centro. A intervalli regolari, tra questi magneti noti come dipoli, erano interposte le cavità a radiofrequenza che acceleravano le particelle e magneti più complessi necessari per guidare il fascio (quadrupoli, sestupoli, ecc.).

## Altri esperimenti

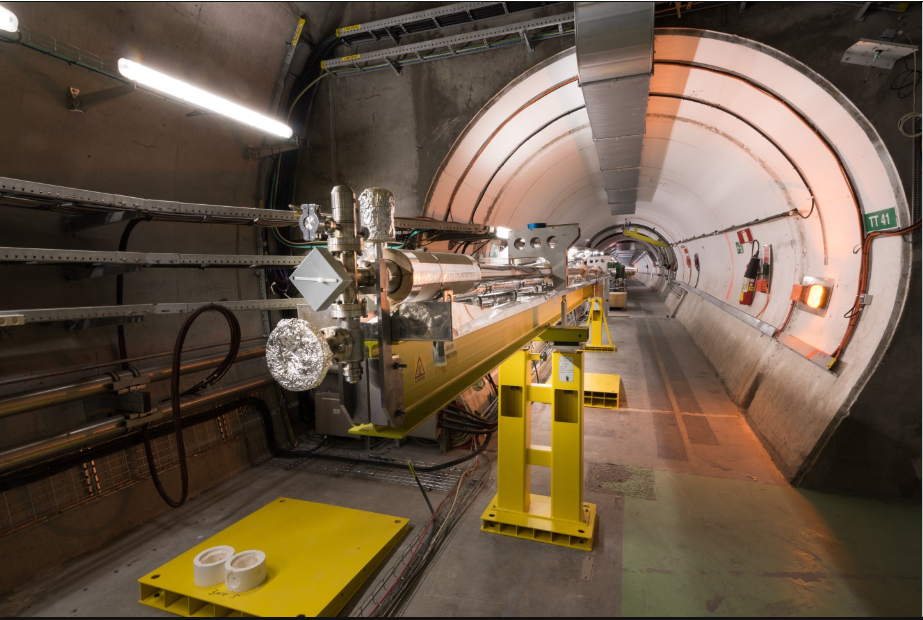
Particolare dell'esperimento AWAKE

- CLOUD (Cosmics Leaving OUtdoor Droplets) è un esperimento che ha lo scopo di studiare le relazioni tra raggi cosmici galattici e aerosol atmosferico in condizioni controllate.[3] L'esperimento ha iniziato a operare nel novembre 2009[4].
- ISOLDE (Isotope Separator On Line DEvice) è un laboratorio in cui vengono prodotti nuclei atomici radioattivi di isotopi pesanti, inviando protoni ad alta energia su targhette fisse di differenti elementi chimici, per studiarne le proprietà atomiche e nucleari e i possibili decadimenti esotici.
- AD (Antiproton Decelerator) è un anello di accumulazione che viene utilizzato per rallentare gli antiprotoni, successivamente inviati agli esperimenti che studiano l'antimateria e in particolare l'anti-idrogeno.
- ALPHA[5] Finalizzato allo studio delle simmetrie tra materia e antimateria sfruttando le caratteristiche spettrali dell'idrogeno; in dicembre 2016 è stata ottenuta la prima riga spettrale di un atomo di anti-idrogeno.[6]
- AWAKE esperimento che indaga l'accelerazione del plasma wakefield usando un insieme di protoni come guida.

### Successi scientifici
Alcuni importanti successi nel campo della fisica delle particelle sono stati possibili grazie agli esperimenti del CERN:
- La scoperta della corrente debole neutra nel 1974 nella camera a bolle Gargamelle.
- La scoperta dei bosoni W e Z nel 1983 negli esperimenti UA1 e UA2 dell'SPS.
- Nel 1984 il Premio Nobel per la fisica fu assegnato a Carlo Rubbia e Simon van der Meer per quest'ultima scoperta.
- Nel 1992 il Premio Nobel per la fisica fu assegnato a Georges Charpak "per l'invenzione e lo sviluppo dei rivelatori di particelle, in particolare della camera proporzionale a multifili".
- Nel 1995 la prima creazione di atomi di Anti-idrogeno nell'esperimento PS210 al Low Energy Antiproton Ring.
- Nel 2012 la scoperta di un nuovo bosone compatibile con il bosone di Higgs, ha portato nel 2013 al conferimento del Premio Nobel per la fisica a Peter Higgs e François Englert.

## Il CERN e l'informatica

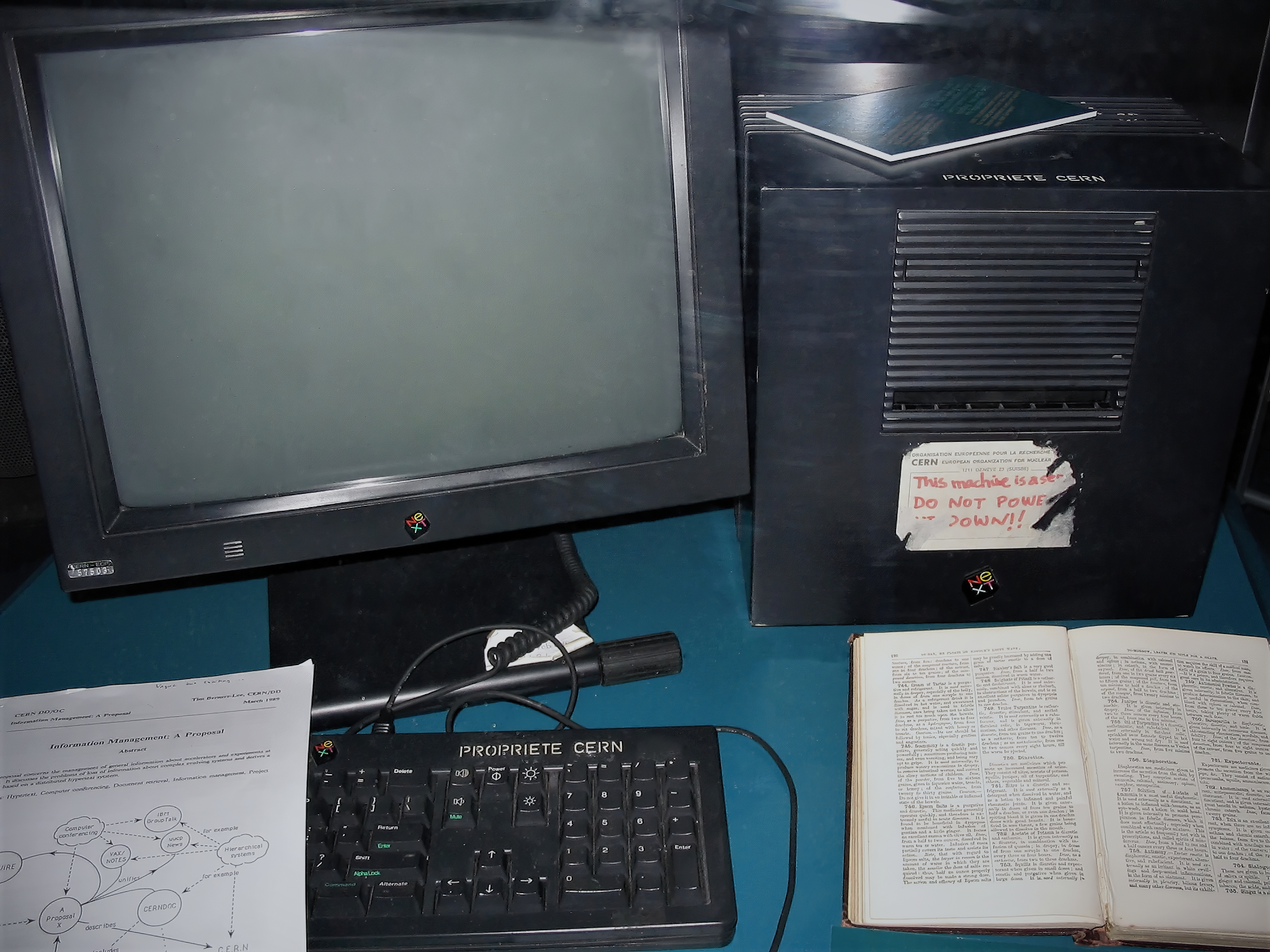
Il computer NeXT di Tim Berners-Lee che divenne il primo server web, esposto nel Globo della Scienza e dell'Innovazione del CERN.

Il primo computer arrivò al CERN nel 1959, da allora i fisici cominciarono ad avvalersi di strumenti informatici. Per la fisica cominciò una nuova era di ricerca in cui gli esperimenti producevano una mole di dati tale da rendere impossibile la sola elaborazione umana. I fisici cominciarono a utilizzare su larga scala calcolatori e software per filtrare ed elaborare la montagna di dati alla ricerca degli eventi ritenuti significativi per l'esito degli esperimenti.
Successivamente si sperimentò il collegamento di più calcolatori fra di loro: fu la volta della prima rete di computer. Nacque al CERN uno dei centri di calcolo più potenti, dedicato alle richieste sempre più esigenti dei nuovi esperimenti e della capacità sempre più spinta di acquisizione dati delle strumentazioni collegate ai nuovi acceleratori.

### Dove è nato il Web

Immagine del primo browser web.

Il World Wide Web è nato al CERN nel 1989, da un'idea di Tim Berners-Lee e Robert Cailliau. Nacque come progetto marginale nel 1980 chiamato ENQUIRE basato sul concetto dell'ipertesto (anche se Berners-Lee ignorava ancora la parola ipertesto). Con lo scopo di scambiare efficientemente dati tra chi lavorava a diversi esperimenti è stato introdotto al CERN nel 1989 con il progetto WorldWideWeb, il primo browser sviluppato sempre da Berners-Lee. Inoltre Tim Berners-Lee sviluppò le infrastrutture che servono il Web e cioè il primo server web (funzionante con linguaggio HTML e protocollo HTTP).
Il 30 aprile 1993 il CERN annunciò che il World Wide Web sarebbe stato libero per tutti. Nel 1993 la NCSA rilasciò il primo browser grafico, Mosaic: da quel momento lo sviluppo del www fu inarrestabile.
Il 12 giugno 2019 il CERN annunciò l'avvio del progetto MAlt (Microsoft Alternatives project): lo sviluppo di un software open source, mirato a sostituire il software di Microsoft. Gli scopi dell'iniziativa sono: evitare i costi divenuti insostenibili, riprendere il controllo del software di base, evitare la dipendenza da un fornitore.

## Proprietà intellettuale
Essendo un'istituzione pubblica, il CERN ha nel proprio statuto sancita una politica di diffusione delle tecnologie senza scopo di lucro, ponendoli al servizio del progresso della scienza e del bene dell'umanità. 
Pertanto, ricorre alla brevettazione in un numero molto limitato di casi.

## Cultura

### Spazi espositivi
Il CERN nel corso degli anni ha allestito musei e spazi espositivi con lo scopo di mostrare ai visitatori scopi, esperimenti e attrezzature del centro di ricerca. Gli spazi espositivi attualmente esistenti sono il museo Microcosm e il Globo della Scienza e dell'Innovazione.

### Il progetto Science Gateway
Nell’aprile 2019 la direttrice Fabiola Gianotti, il presidente di FCA John Elkann e l’architetto Renzo Piano hanno presentato Science Gateway: un nuovo centro espositivo dedicato alla divulgazione scientifica che avrebbe dovuto essere inaugurato nel 2022, quindi l'inaugurazione è avvenuta il 7 ottobre 2023.

### Un laboratorio di pace
Al CERN persone da tutte le parti del mondo si incontrano, collaborano, discutono. Riescono a lavorare insieme persone provenienti da paesi in guerra tra loro, ad esempio israeliani e palestinesi. In questo senso il CERN è un laboratorio di pace. L'art. 11 della sua Convenzione recita:«L'Organizzazione non si occuperà di lavori connessi a richieste di carattere militare, e i risultati del suo lavoro sperimentale e teorico saranno pubblicati o resi in altro modo generalmente accessibili.»
(Isidor Isaac Rabi, in occasione del trentesimo anniversario del CERN (1984))

## Stati membri
Attualmente fanno parte del CERN 23 stati membri. 
I 12 paesi fondatori del CERN sono:
- Belgio
- Danimarca
- Francia
- Germania ( Germania Ovest all'epoca)
- Grecia
- Italia
- Jugoslavia, che esce dal CERN nel 1961
- Norvegia
- Paesi Bassi
- Regno Unito
- Svezia
- Svizzera

A questi si sono successivamente aggiunti:
- Austria nel 1959,
- Spagna nel 1961, esce dal CERN nel 1969 e ci rientra nel 1983
- Portogallo nel 1985,
- Finlandia nel 1991,
- Polonia nel 1991,
- Ungheria nel 1992,
- Rep. Ceca nel 1993,
- Slovacchia nel 1993,
- Bulgaria nel 1999,
- Israele nel 2013,
- Romania nel 2010,
- Serbia nel 2018,
- 🇪🇪 Estonia nel 2024,
- 🇸🇮 Slovenia nel 2025.

### Budget 2024[12]
| Stato membro | Contributo | Mio. CHF | Mio. EUR |
| ------------ | ---------- | -------- | -------- |
| Germania     | 21,13 %    | 253,2    | 265.3    |
| Regno Unito  | 15,09 %    | 180,8    | 189.5    |
| Francia      | 13,43 %    | 160,9    | 168.6    |
| Italia       | 9,9%       | 118,3    | 123.9    |
| Spagna       | 7 %        | 84       | 88       |
| Paesi Bassi  | 4,68 %     | 56       | 59       |
| Svizzera     | 3,75 %     | 44,9     | 47       |
| Polonia      | 3,12 %     | 37,4     | 39.2     |
| Belgio       | 2,78 %     | 33,4     | 35       |
| Svezia       | 2,66 %     | 31,9     | 33.4     |
| Norvegia     | 2,19 %     | 26,2     | 27.5     |
| Austria      | 2,24 %     | 26,8     | 28       |
| Israele      | 2,22 %     | 26,7     | 28,0     |
| Danimarca    | 1,86 %     | 22,2     | 23.3     |
| Finlandia    | 1,35 %     | 16,2     | 17       |
| Rep. Ceca    | 1,35 %     | 14,1     | 14,8     |
| Romania      | 1,32 %     | 15,8     | 16,5     |
| Portogallo   | 1,10 %     | 13,2     | 13,8     |
| Grecia       | 0,99 %     | 11,9     | 12.5     |
| Ungheria     | 0,75 %     | 8,9      | 9,3      |
| Slovacchia   | 0,53 %     | 6,4      | 6,7      |
| Bulgaria     | 0,37 %     | 4,4      | 4,6      |
| Serbia       | 0,28 %     | 3,4      | 3,5      |

Cambio: 1 CHF = 1,05 EUR (30/03/2025)

### Direttori generali
Il mandato dei direttori generali in genere dura 5 anni a partire dal 1º gennaio.
| Mandato   | Direttori generali                   | Nazione              |
| --------- | ------------------------------------ | -------------------- |
| 1952-1954 | Edoardo Amaldi (segretario generale) | Italia               |
| 1954-1955 | Felix Bloch                          | Svizzera             |
| 1955-1960 | Cornelis Bakker                      | Paesi Bassi          |
| 1960-1961 | John Adams (direttore ff)            | Regno Unito          |
| 1961-1965 | Victor Frederick Weisskopf           | Austria              |
| 1966-1970 | Bernard Gregory                      | Francia              |
| 1971-1975 | Willibald Jentschke, John Adams      | Austria, Regno Unito |
| 1976-1980 | Leon van Hove, John Adams            | Belgio, Regno Unito  |
| 1981-1988 | Herwig Schopper                      | Germania             |
| 1989-1993 | Carlo Rubbia                         | Italia               |
| 1994-1998 | Christopher Llewellyn Smith          | Regno Unito          |
| 1999-2003 | Luciano Maiani                       | San Marino           |
| 2004-2008 | Robert Aymar                         | Francia              |
| 2009-2015 | Rolf-Dieter Heuer                    | Germania             |
| 2016-2020 | Fabiola Gianotti                     | Italia               |
| 2021-2025 | Fabiola Gianotti                     | Italia               |
| 2026–2031 | Mark Thomson                         | Regno Unito          |